# 馬込沢
馬込沢（まごめざわ）は、千葉県鎌ケ谷市の町名。丁番を持たない単独町名である。郵便番号は273-0116。

## 地理
鎌ケ谷市の南部に位置する。東武野田線馬込沢駅西側の市街地にあたる。北側は船橋市丸山、東側は東道野辺、南側は船橋市藤原、西側は道野辺と隣接していて、南北が船橋市に挟まれている状況である。

## 世帯数と人口
2017年（平成29年）11月1日現在の世帯数と人口は以下の通りである。
| 町丁   | 世帯数  | 人口  |
| ------ | ------- | ----- |
| 馬込沢 | 355世帯 | 732人 |

## 小・中学校の学区
市立小・中学校に通う場合、学区は以下の通りとなる。
| 番地 | 小学校               | 中学校               |
| ---- | -------------------- | -------------------- |
| 全域 | 鎌ケ谷市立南部小学校 | 鎌ケ谷市立第四中学校 |

## 交通
最東端を東武鉄道野田線が走り、馬込沢駅の施設の一部が町域内に掛っている。なお、馬込沢駅の登録上の所在地は船橋市藤原となっている。
なお、国道や県道は走っていない。

## 施設
- 馬込沢自治会館